# Синьцзян-Уйгурский автономный район
Синьцзя́н-Уйгу́рский автоно́мный райо́н (СУАР), (уйг. شىنجاڭ ئۇيغۇر ئاۋتونوم رايونى‎, Шинҗаң Уйғур автоном райони, кит. упр. 新疆维吾尔自治区, пиньинь Xīnjiāng Wéiwú'ěr Zìzhìqū; также, кратко, Синьцзян кит. «новая граница» или «новые рубежи») — регион на северо-западе Китая. Самая большая по площади территориально-административная единица КНР.
Административный центр и крупнейший город — Урумчи. Согласно переписи 2020 года, в Синьцзяне проживало 25,852 млн человек.

## География
СУАР занимает срединное положение в Евразии, его площадь — 1 664 897 км², что составляет шестую часть территории КНР. Синьцзян имеет сухопутную границу протяжённостью 5600 км с восемью государствами: Монголией, Россией (западный участок российско-китайской границы, около 45 км), Казахстаном, Кыргызстаном (хребты Какшаал-Тоо, Алайкуу), Таджикистаном и Афганистаном (около 80 км), Индией, а также Северными территориями индийской союзной территории Ладакх, контролируемыми Пакистаном.
Регион граничит также с китайскими провинциями Ганьсу, Цинхай и Тибетским автономным районом. В Джунгарском бассейне Синьцзян-Уйгурского автономного округа в точке с координатами 46,158 северной широты, 86,402 восточной долготы (немногим западнее и севернее Урумчи) находится самая удалённая от моря точка суши на Земле. Она удалена от открытого моря на 2648 километров.
Северную часть территории занимает песчано-суглинистая Джунгарская равнина, южную — Кашгарская равнина (Таримская впадина), в центральной части которой находится песчаная пустыня Такла-Макан. Между равнинами лежат высокогорные хребты Восточного Тянь-Шаня (высота порядка 7000 м).
С остальной частью Китая регион соединяет Ганьсуйский коридор, который представляет собой древний оазис, образованный цепочкой речных долин и тянущийся на протяжении около 1000 км на северо-запад от центрального Ганьсу.
Основные реки — Тарим, верховья Или и Иртыша (в Китае называется Чёрный Иртыш). Основные озёра — Лоб-Нор, Баграшкёль, Эби-Нур.
Климат засушливый, резко континентальный, контрастный.
На территории расположено несколько объектов экотуризма, восемь пейзажных областей: Урумчи-Наньшаньский пейзажный район, Тяньчийский пейзажный район, Каменный лес в Восточно-Джунгарской впадине, Алтайский пейзажный район, Илийский пейзажный район, Баянголский пейзажный район, Каши-Хотанский район, Хамийский пейзажный район.
К концу 2019 года в регионе было зарегистрировано более 183 млн му лесов, 780 млн му лугов, 22,87 млн му водно-болотных угодий и 33,18 млн му рек и озер. В 2010—2019 годах чистый прирост площади экологических функциональных территорий составил более 113 млн му (7,53 млн га).
Ведутся масштабные работы по озеленению пустынных районов и высадке деревьев вдоль дорог. Для орошения широко используется солнечная и ветряная электроэнергия.

## История
Территория современного Синьцзян-Уйгурского автономного района была населена с древнейших времён. Таримские мумии датируются возрастом 2000—1800 лет до нашей эры. У скелетов лошадей из некрополей Шижэньцзыгоу и Сигоу (350 год до н. э.) были выявлены аномалии зубов и костные изменения в отделах позвоночника, что свидетельствует о том, что местные жители практиковали верховую езду.
В I веке до н. э. в Турфанской впадине, в 30 км от современного Гаочана хуннскими правителями была основана военная колония Гаочан (高昌 — «Высшее процветание») или Кочо. В конце I века Бань Чао завоевал территорию современного Синьцзяна и присоединил его к китайской империи Хань. В империи были созданы административные структуры для управления регионом, которые продолжали функционировать и при государствах-правопреемниках после гибели империи Хань. В древности по территории региона проходил Великий шёлковый путь.
В VI веке, когда Тюркский каганат распространил свою власть на обширных территориях Великой Степи от Европы до Китая, начался процесс тюркизации Синьцзяна. В середине VII века территория Синьцзяна вошла в состав китайской империи Тан, и оставалась под её контролем вплоть до середины VIII века, когда мятеж Ань Лушаня привёл к необходимости отзыва войск из отдалённых гарнизонов в центральный Китай.
В VIII веке территория Синьцзяна вошла в состав Уйгурского каганата, после распада которого в IX веке на территории Синьцзяна образовалось Уйгурское идыкутство. В 1207 году Уйгурское идыкутство стало вассалом Монгольской империи, а позже — Чагатайского улуса, после ликвидации улуса в 1346 году и образования Могулистана, стало самостоятельным государством, но в 1368 году было завоёвано Могулистаном.
В 1399 году в северной части Синьцзяна образовалось Ойратское ханство. В 1514 году возникло Яркендское ханство. В 1635 году возникло Джунгарское ханство, которое в середине XVIII века было завоёвано империей Цин.
В 1760 году в составе Цинской империи было образовано наместничество, получившее название «Синьцзян».
В середине XIX века, когда Цинская империя вела на востоке Опиумные войны, в Синьцзяне образовалось государство Йеттишар. Оно тщетно пыталось добиться международного признания, и в 1875 году было завоёвано Цинской империей.
После Синьхайской революции и образования Китайской республики фактическим независимым правителем Синьцзяна стал губернатор Ян Цзэнсинь. В 1928 году он был убит, и ему на смену пришёл Цзинь Шужэнь. Политика Цзинь Шужэня вызвала Кумульское восстание и привела к образованию Восточно-Туркестанской Исламской республики (ВТИР). В 1933 году русские белогвардейцы, служившие у Цзинь Шужэня, взбунтовались против него. Цзинь Шужэнь был вынужден бежать на территорию СССР, и губернатором Синьцзяна стал Шэн Шицай. С помощью СССР Шэн Шицай укрепил свою власть в провинции, заключив в ответ на это с Советским Союзом ряд выгодных для СССР соглашений.
В январе 1941 года Шэн Шицай обратился к руководству Советского Союза принять Синьцзян в состав СССР в качестве семнадцатой союзной республики. В феврале последовал отказ. С начала Великой Отечественной войны провинция Синьцзян начала оказывать помощь Советскому Союзу продуктами и шерстью. Однако в 1942 году Шэн Шицай начал проводить антисоветскую и антикоммунистическую политику, что вызвало ряд восстаний и привело к образованию Восточно-Туркестанской Революционной республики. После Сталинградской битвы, когда стало ясно, что Германия проигрывает войну, Шэн вновь был готов помогать СССР. Однако Москва перестала поддерживать его, и правительство Китая сменило губернатора. В 1949 году, после победы коммунистической партии Китая над гоминьдановцами произошло вхождение Синьцзяна в состав КНР. 1 октября 1955 года в составе Китайской народной республики был образован Синьцзян-Уйгурский автономный район.

## Население
По состоянию на 2018 год, население СУАР составляло 24 870 000 человек. Синьцзян населяют 47 национальностей, наиболее многочисленные из них — уйгуры, китайцы (хань), казахи, хуэй (дунгане), киргизы, монголы (в том числе ойраты и дауры), таджики (в том числе сарыкольцы и ваханцы), сибо, маньчжуры, туцзя, узбеки, русские, мяо, тибетцы, чжуаны, татары и салары.
В китайско-казахстанском приграничье расположен и некогда знаменитый центр русской, казахской и татарской эмиграции — Инин (Кульджа), в котором сохранился один из официальных народов региона — русские СУАР. В 1954 году здесь был учреждён Или-Казахский автономный округ.
Синьцзян — один из пяти национальных автономных районов Китая. СУАР — автономный район Китайской Народной Республики (КНР), являющийся районом национальной автономии. В административном отношении он делится на округа, автономные округа, уезды, автономные уезды, города, волости и национальные волости. В состав СУАР входят 5 автономных округов: Баянгол-Монгольский автономный округ, Боро-Тала-Монгольский автономный округ, Чанцзи-Хуэйский автономный округ дунган (хуэй-цзу), Кызылсу-Киргизский автономный округ, Или-Казахский автономный округ и 6 автономных уездов.
| Национальный состав Синьцзяна, 2015 г.           | Национальный состав Синьцзяна, 2015 г. | Национальный состав Синьцзяна, 2015 г. |
| Народ                                            | Численность                            | % к общему числу                       |
| ------------------------------------------------ | -------------------------------------- | -------------------------------------- |
| уйгуры                                           | 11 303 300                             | 46,42 %                                |
| китайцы                                          | 8 611 000                              | 38,99 %                                |
| казахи                                           | 1 591 200                              | 7,02 %                                 |
| хуэй (дунгане)                                   | 1 015 800                              | 4,54 %                                 |
| киргизы                                          | 202 200                                | 0,88 %                                 |
| монголы, ойраты и калмыки, дунсян, дауры         | 180 600                                | 0,83 %                                 |
| сарыкольцы и ваханцы                             | 50 100                                 | 0,21 %                                 |
| сибо                                             | 43 200                                 | 0,20 %                                 |
| маньчжуры                                        | 27 515                                 | 0,11 %                                 |
| туцзя                                            | 15 787                                 | 0,086 %                                |
| узбеки                                           | 18 769                                 | 0,066 %                                |
| русские                                          | 11 800                                 | 0,048 %                                |
| мяо                                              | 7 006                                  | 0,038 %                                |
| тибетцы                                          | 6 153                                  | 0,033 %                                |
| чжуаны                                           | 5 642                                  | 0,031 %                                |
| татары                                           | 5 183                                  | 0,024 %                                |
| салары                                           | 3 762                                  | 0,020 %                                |
| Другие¹                                          | 129 190                                | 0,600 %                                |
| ¹ В том числе лица, не указавшие национальность. |                                        |                                        |

В период коллективизации в СССР, в начале 1930-х годов в китайский Восточный Туркестан (современный СУАР) из СССР бежали тысячи казахов, киргизов и представителей других народов, часть из них впоследствии вернулась на родину. В 1954—1955 годах имел место массовый выезд в СССР (Казахстан) казахов, в начале 1962 г. также от 60 до 100 тыс. уйгуров, казахов и дунган выехали в СССР (в основном в Казахстан и Киргизию).
Во второй половине XX века этническая структура населения СУАР значительно изменилась вследствие целенаправленной политики массового переселения этнических китайцев в этот регион: в 1953 году в СУАР 80 % населения составляли уйгуры, а к началу XXI века их доля сократилась до 47%, тогда как доля китайцев возросла до более 40 %. Уйгуры восприняли наплыв китайцев как сознательную политику ассимиляции, «поглощения» их китайцами. Существует проблема дискриминации коренного населения в пользу китайцев в сфере трудоустройства и обеспечения жильём. Всё это обостряет отношения между уйгурами и китайцами в СУАР.
Власти Китая переселяют в Синьцзян как рабочих, так и специалистов центральных ведомств и органов власти. С 1997 по 2023 год в рамках программы по оказанию помощи Синьцзяну в общей сложности в этот район было направлено более 20 тыс. специалистов (инженеры, менеджеры предприятий, юристы, партийные деятели, работники образования, здравоохранения, культуры и туризма).

### Репрессии
Начиная с 2014 года, китайские власти проводят репрессивную политику в отношении уйгуров. Среди главных мер — массовое внесудебное интернирование взрослых в специальные лагеря и «профессиональные центры», разделение родителей и детей, помещение детей в специальные «школы-интернаты», принудительное регулирование рождаемости (в том числе и стерилизация), транспортировка людей для принудительных работ в другие регионы. Все эти меры привели к тому, что доля уйгуров в населении СУАР стала сокращаться.

## Религия
Как важный канал и узел в экономическом и культурном обмене между Востоком и Западом Восточный Туркестан издревле является районом сосуществования многих религий. До проникновения ислама в Восточный Туркестан вдоль Шёлкового пути уже распространялись многие религии — зороастризм, буддизм, даосизм, манихейство и несторианство, которые процветали в различных районах вместе с первобытной местной религией. После проникновения ислама в Синьцзяне продолжали сосуществовать различные религии, к тому же к ним прибавилось ещё и католичество.
До проникновения извне других религий древние местные жители Восточного Туркестана исповедовали первобытную местную религию, которая затем развилась в шаманизм. Некоторые национальные меньшинства в Синьцзяне по сей день в разной степени исповедуют первобытную религию и шаманство и связанные с ними обычаи.
Возникший приблизительно в IV веке до нашей эры в древней Персии зороастризм, который в Китае называют сяньцзяо (поклонение огню), проник из Средней Азии в Восточный Туркестан. С эпохи Южных и Северных династий до династий Суй и Тан поклонение огню было широко распространено в различных районах Восточного Туркестана, но особенно в Турфанском районе. В тот период гаочанские власти создали специальные органы и назначили чиновников для усиления контроля над этой религией. Некоторые национальности Синьцзяна, исповедующие сегодня ислам, раньше исповедовали зороастризм.
Приблизительно в I веке до нашей эры зародившийся в Индии буддизм проник в Восточный Туркестан через Кашмир. Вскоре при всемерном насаждении господствующими правителями буддизма в различных районах он стал главной религией в регионе. В период расцвета буддизма в оазисах вокруг Таримской впадины было возведено множество буддийских храмов и монастырей, сложилось множество общин монахов и монахинь, возникли такие знаменитые буддийские центры, как Юйтянь, Шулэ, Цюцы и Гаочан. В Восточном Туркестане буддизм достиг своих высот в скульптуре, живописи, музыке, танцах, в зодчестве монастырей и традициях каменных пещер, он оставил богатое и ценное культурное наследие, обогатив китайскую и мировую сокровищницу культуры и искусства.
Приблизительно в V веке процветавший во внутренних районах даосизм был принесен ханьцами в Синьцзян. Но распространялся он не широко, в основном в Турфане и Хами, где компактно проживали ханьцы. И лишь после завоевания Восточного Туркестана империей Цин он распространился во всех его районах.
Приблизительно в VI веке из Персии через Среднюю Азию в Восточный Туркестан проникло манихейство. В середине IX века уйгуры, государственной верой которых было манихейство, после переселения в Восточный Туркестан способствовали развитию этой веры там. Исповедующие манихейство уйгуры построили в Турфанском районе множество монастырей, пробили каменные пещеры, перевели каноны, обогатили искусство фресками, распространяя таким образом догмы и культуру манихейства. До и после проникновения манихейства в Восточном Туркестане появилось несторианство (раннее течение в христианстве), но оно не смогло распространиться широко и процветало в династию Юань (1206—1368 гг.) лишь по той причине, что множество уйгуров приняли эту веру.
В конце IX века и начале X века в южные районы Восточного Туркестана из Средней Азии проник ислам. В середине X века мусульманская династия Караханидов развязала войну против буддийского княжества Юйтянь, продолжавшуюся более 40 лет. В начале XI века, после распада княжества Юйтянь, ислам распространился по всему Хотанскому району. В середине XIV века Чагатайский улус (государство, основанное вторым сыном монгольского хана Чингисхана в западном регионе) был насильно обращён в ислам, который стал главной религией местных монголов, тюрков (уйгуров и предков узбеков, казахов и киргизов) и таджиков. К началу XVI века ислам почти полностью вытеснил прочие верования и стал главной религией в Восточном Туркестане.
После того как ислам стал главной религией уйгуров и других национальностей, в Восточном Туркестане постепенно исчезали зороастризм, манихейство и несторианство, которые раньше исповедовали эти национальности, но по-прежнему существовали буддизм и даосизм. Более того, начиная с империи Мин большое развитие получил тибетский буддизм, ставший вместе с исламом главной религией в Восточном Туркестане. В конце XVII века вождь исламской секты «байшань» Апак ходжа силами буддистов (тибетцев) уничтожил своих политических оппонентов в Караходжа (Гаочан), в результате рухнуло Яркендское ханство (местная власть с центром в нынешнем Шачэне, установленная потомками монгольского хана Чагатая в 1514—1680 г.). Это свидетельствовало о том, что тибетский буддизм в то время имел большое влияние. Примерно с XVIII века в Синьцзян пришло католичество, сравнительно большое развитие имели буддизм, даосизм и шаманизм. На севере и юге Тяньшаня появилось множество монастырей и храмов этих религий, некоторые мусульмане даже перешли в католичество и лоно других религий.
Исторически религии в Синьцзяне непрерывно эволюционировали, однако после того как в Синьцзян извне проникли различные религии, там всегда сохранялось сосуществование многих религий. Сегодня в Синьцзяне главными религиями являются ислам, буддизм (включая тибетский буддизм), христианство (католичество) и даосизм. Среди некоторых национальностей по-прежнему сравнительно большое влияние имеет шаманство.

## Административное деление
|                |                                              |                                     |                        |                               |                                                               |             |
| Номер на карте | Русское название                             | Уйгурское название                  | Китайское название     | Пиньинь                       | Примечания                                                    | Площадь км2 |
| 1              | городской округ Урумчи                       | ئۈرۈمچى شەھرى                       | 乌鲁木齐市             | Wūlǔmùqí shì                  |                                                               | 14084,1     |
| 2              | городской округ Карамай                      | قاراماي شەھرى                       | 克拉玛依市             | Kèlāmǎyī shì                  |                                                               | 7733,91     |
| 3              | городской округ Турфан                       | تۇرپان                              | 吐鲁番市               | Tǔlǔfān shì                   |                                                               | 69759,31    |
| 4              | городской округ Хами                         | قۇمۇل ۋىلايىتى                      | 哈密市                 | Hāmì shì                      |                                                               | 137422,3    |
| 5              | Чанцзи-Хуэйский АО                           | سانجى خۇيزۇ ئاپتونوم ئوبلاستى       | 昌吉回族自治州         | Chāngjí Huízú zìzhìzhōu       |                                                               | 73514,68    |
| 6              | Боро-Тала-Монгольский АО                     | بۆرتالا موڭغۇل ئاپتونوم ئوبلاستى    | 博尔塔拉蒙古自治州     | Bó'ěrtǎlā Měnggǔ zìzhìzhōu    |                                                               | 26112,06    |
| 7              | Баян-Гол-Монгольский АО                      | بايىنغولىن موڭغۇل ئاپتونوم ئوبلاستى | 巴音郭楞蒙古自治州     | Bāyīnguōlèng Měnggǔ zìzhìzhōu |                                                               | 471480,28   |
| 8              | округ Аксу                                   | ئاقسۇ ۋىلايىتى                      | 阿克苏地区             | Ākèsū dìqū                    |                                                               | 127816,66   |
| 9              | Кызылсу-Киргизский АО                        | قىزىلسۇ قىرغىز ئاپتونوم ئوبلاستى    | 克孜勒苏柯尔克孜自治州 | Kèzīlèsū Kē'ěrkèzī zìzhìzhōu  |                                                               | 70916,78    |
| 10             | округ Кашгар                                 | قەشقەر ۋىلايىتى                     | 喀什地区               | Kāshí dìqū                    |                                                               | 11398,39    |
| 11             | округ Хотан                                  | خوتەن ۋىلايىتى                      | 和田地区               | Hétián dìqū                   |                                                               | 248059,54   |
| 12             | Или-Казахский АО субпровинциального значения | ئىلى قازاق ئاپتونوم ئوبلاستى        | 伊犁哈萨克自治州       | Yīlí Hāsàkè zìzhìzhōu         | обладает большими полномочиями, чем обычные автономные округа | 269259,27   |
| 12a            | округ Чугучак                                | تارباغاتاي ۋىلايىتى                 | 塔城地区               | Tǎchéng dìqū                  | входит в состав Или-Казахского АО                             |             |
| 12b            | округ Алтай                                  | ئالتاي ۋىلايىتى                     | 阿勒泰地区             | Ālètài dìqū                   | входит в состав Или-Казахского АО                             |             |
| A              | городской уезд Шихэцзы                       | شىخەنزە شەھرى                       | 石河子市               | Shíhézǐ shì                   | подчиняется напрямую правительству автономного района         | 62,3        |
| B              | городской уезд Уцзяцюй                       | ئۇجاچۇ شەھرى                        | 五家渠市               | Wǔjiāqú shì                   | подчиняется напрямую правительству автономного района         | 742         |
| C              | городской уезд Тумшук                        | تۇمشۇق شەھرى                        | 图木舒克市             | Túmùshūkè shì                 | подчиняется напрямую правительству автономного района         | 1927        |
| D              | городской уезд Арал                          | ئارال شەھرى                         | 阿拉尔市               | Ālā'ěr shì                    | подчиняется напрямую правительству автономного района         | 3927,1      |
| E              | городской уезд Бэйтунь                       | بەيتۈن شەھىرى                       | 北屯市                 | Běitún shì                    | подчиняется напрямую правительству автономного района         | 910,5       |
| F              | городской уезд Темэньгуань                   | باشئەگىم شەھىرى                     | 铁门关市               | Tiĕménguān shì                | подчиняется напрямую правительству автономного района         | 590         |
| G              | городской уезд Шуанхэ                        | قوشئۆگۈز شەھىرى                     | 双河市                 | Shuānghé shì                  | подчиняется напрямую правительству автономного района         | 742         |
| H              | городской уезд Кокдала                       | كۆكدالا شەھىرى                      | 可克达拉市             | Kěkèdálā shì                  | подчиняется напрямую правительству автономного района         | 979,71      |
| I              | городской уезд Куньюй                        | قۇرۇمقاش شەھىرى                     | 昆玉市                 | Kūnyù shì                     | подчиняется напрямую правительству автономного района         | 687,13      |
| J              | городской уезд Хуянхэ                        | توغىراق دەرياسى شەھىرى              | 胡杨河市               | Húyánghé shì                  | подчиняется напрямую правительству автономного района         | 677,94      |

## Политика

### Секретари КПК
1. Ван Чжэнь (1949—1952)
2. Ван Эньмао (1952—1967)
3. Лун Шуцзинь (кит. 龙书金; 1967—1972)
4. Азизов, Сайфутдин (1972—1978)
5. Ван Фэн (кит. 汪锋; 1978—1981)
6. Ван Эньмао (кит. 王恩茂; 1981—1985)
7. Сун Ханьлян (кит. 宋汉良; 1985—1994)
8. Ван Лэцюань (1994—2010)
9. Чжан Чуньсянь (2010—2016)
10. Чэнь Цюаньго (2016—2021)
11. Ма Синжуй (25 декабря 2021 — н.в.)

Начиная с Политбюро ЦК КПК 16-го созыва (с 2002 года) глава парткома избирается также членом Политбюро ЦК КПК.

### Председатели совета
1. Бурхан Шахиди (1949—1955)
2. Азизов, Сайфутдин (1955—1967)
3. Лун Шуцзинь (кит. 龙书金; 1968—1972)
4. Азизов, Сайфутдин (1972—1978)
5. Ван Фэн (кит. 汪锋; 1978—1979)
6. Исмайил Аймат (1979—1985)
7. Томур Давамат (уйг. تۆمۈر_داۋامەت‎; 1985—1993)
8. Абдурешит, Аблат (уйг. ئابلەت_ئابدۇرېشىت‎; 1993—2003)
9. Исмаил Тилиуальди (2003—2007)
10. Нур Бекри (2007—2015)
11. Шохрат Закир (2015—2021)
12. Эркин Тунияз (c сентября 2021)

### Синьцзянский производственно-строительный корпус
Особым органом контроля за СУАР стал созданный 7 октября 1954 года Синьцзянский производственно-строительный корпус. Эта военизированная организация по состоянию на начало 2010-х годов находится в тройном подчинении: властям СУАР, Министерству обороны КНР и властям КНР. Корпус разделен на 13 сельскохозяйственных дивизий (по районам распашки) общей численностью 2 453 600 человек (в том числе 933 000 управленцев); таким образом, один член Корпуса приходится на 10 жителей СУАР.
Сам Корпус служит для освоения этого региона КНР.
Также Корпус используется для подавления волнений местных жителей. В частности, силы Корпуса подавляли волнения в Баринской волости (1990 год) и в Кульдже (1997).
В 2000 году принят закон об участии народных ополченцев Корпуса в охране общественного порядка.

### Права меньшинств
К 2018 году около 120 тысяч мусульман-уйгуров были отправлены в политические образовательные лагеря в городе Кашгар Синьцзян-Уйгурского автономного района (СУАР). Также по отношению к мусульманам применяется массовая слежка, установка GPS-датчиков на транспортные средства, сбор ДНК жителей в возрасте от 16 до 65 лет.
В 2018 году, согласно комитету ООН по ликвидации расовой дискриминации, в «лагерях перевоспитания» находились от 800 тыс. до 2 млн мусульман, в том числе уйгуров и казахов.
Пекин активно применяет механизм массового переселения ханьцев в СУАР из других регионов КНР для превращения коренных тюркских народов в меньшинство. Для этого используется Синьцзянский производственно-строительный корпус, состоящий из дивизий и полков.
29 марта 2021 года Европарламент впервые за 30 лет ввёл санкции в отношении КНР из-за преследований уйгуров.

## Вооружённые силы
В Урумчи расположены штаб Синьцзянского военного района Западного военного округа и Синьцзянский военный институт иностранных языков; в Кашгаре — штаб 8-й бригады армейской авиации; в Корле — ракетный испытательный полигон и штаб 646-й ракетной бригады; в Лобноре — ядерный полигон.
В каждом значительном населённом пункте района базируются военные части Синьцзянского производственно-строительного корпуса и Народной вооружённой милиции Китая.

## Экономика
Финансовый кризис 2007—2008 годов оказал влияние и на экономическую ситуацию в СУАР. За первый квартал 2009 года общий объём внешней торговли составил 2,7 млрд долл. (- 21,8 % по сравнению с 2008 годом); экспорт сократился на 24,2 %, импорт — на 6,2 %. Так как внешняя торговля СУАР на 80 % ориентирована на государства Центральной Азии, экономический кризис в этих государствах сказался и на экономике СУАР. Главный торговый партнер в регионе — Казахстан (доля в импорте — 44 %, экспорте — 39 %).
По итогам 2008 года объём экспорта Синьцзяна составил 19,3 млрд долл. США, импорта — 2,9 млрд долл. Большая часть внешней торговли Синьцзяна связана с Казахстаном через перевал Ала. Первая на границе Китая зона свободной торговли расположена в приграничном городе Хоргос. Он является крупнейшим «сухопутным портом» в западном регионе Китая и имеет удобный доступ к центрально-азиатским рынкам. Вторая торговая пограничная зона Синьцзяна открылась в марте 2006 года в уезде Зимунай.
ВВП на душу населения в 2009 г. составил 19 798 юаней (2 898 долл. США), увеличившись на 1,7 %. Номинальный ВВП, составлявший в 2004 году 220 млрд юаней (28 млрд долл. США), в 2011 году увеличился до 657,4 млрд юаней (104,3 млрд долл.), в основном за счёт освоения регионов, богатых углём, нефтью и природным газом.
По итогам 2020 года валовой региональный продукт Синьцзян-Уйгурского автономного района вырос на 3,4 % в годовом исчислении и составил около 1,38 трлн юаней (около 213 млрд долл. США). Добавленная стоимость первичного сектора экономики СУАР составила 198,13 млрд юаней (+ 4,3 % по сравнению с 2019 годом), в то время как добавленная стоимость вторичного сектора экономики достигла 474,45 млрд юаней (+ 7,8 %). Добавленная стоимость в сфере услуг выросла на 0,2 % в годовом выражении и составила 707,19 млрд юаней.
По итогам 2020 года объём инвестиций в основные фонды Синьцзяна вырос на 16,2 % в годовом исчислении; число новых запущенных в работу проектов выросло более чем на 40 % в годовом исчислении. Инвестиции в первичный сектор экономики более чем удвоились по сравнению с 2019 годом, достигнув самого высокого уровня в течение десятилетия; инвестиции в инфраструктуру увеличились на 28 %; инвестиции в сферу здравоохранения и социальной работы выросли на 130 % в годовом исчислении.
В период 14-й пятилетки (2021—2025 гг.) Синьцзян сделал упор на развитии таких отраслей экономики, как добыча нефти и природного газа, нефтепереработка и нефтехимия, добыча угля и угольно-химическая промышленность, электроэнергетика, текстиль и одежда, электроника, лесоводство и садоводство, переработка продукции сельского и подсобного хозяйства, производство традиционных лепешек наан, виноделие и туризм. По итогам 2021 года валовой региональный продукт Синьцзян-Уйгурского автономного района вырос на 7 % в годовом исчислении и составил 1,6 трлн юаней (около 253,2 млрд долл. США).
С 2012 по 2021 год валовой региональный продукт Синьцзяна увеличился с 741,183 млрд юаней до 1598,365 млрд юаней; годовой располагаемый доход на душу населения городских жителей увеличился с 17,9 тыс. юаней до 37,6 тыс. юаней, а сельских жителей — с 6,39 тыс. юаней до 15,57 тыс. юаней; посевная площадь сельскохозяйственных культур увеличилась с 77,05 млн му до 95,81 млн му; протяженность железных дорог увеличилась с 4914 км до 8152 км, а скоростных автомагистралей — с 2277 км до 7014 км; число внутренних туристов увеличилось с 47,11 млн до 190,567 млн человек.
В первом полугодии 2023 года ВРП Синьцзяна составил более 854,2 млрд юаней (119,8 млрд долл. США), увеличившись на 5,1 % в годовом исчислении. Добавленная стоимость в первичном секторе экономики СУАР составила 57,15 млрд юаней (+ 5,6 % по сравнению с тем же периодом прошлого года), во вторичном — 344,38 млрд юаней (+ 6,2 %), в третичном — 452,67 млрд юаней (+ 4,3 %). Валовая стоимость продукции сельского хозяйства, лесного хозяйства, животноводства и рыболовства СУАР превысила 123,8 млрд юаней (+ 5,7 % в годовом исчислении).
В 2023 году общий объем товарооборота Синьцзяна достиг 357,3 млрд юаней; посевные площади зерновых достигли более 2,8 млн га, производство зерна превысило 21 млн тонн; было создано 482,2 тыс. новых рабочих мест в городах и поселках городского типа.
В Синьцзяне базируются такие крупные компании, как Xinjiang Zhongtai Group (химическая продукция), Xinxin Mining Industry (цветные металлы), Goldwind (ветряные турбины), Jinko Solar (солнечные модули), TBEA (энергетическое и электротехническое оборудование), Xinjiang New Energy Group («зелёная» энергетика»).

### Нефтегазовая промышленность
В Таримской впадине расположен Таримский нефтегазоносный бассейн, в котором ведут добычу компании PetroChina и Sinopec. Таримское месторождение является третьим по величине наземным нефтегазовым месторождением в Китае. По состоянию на 2020 год компания CNPC добыла в Таримском нефтегазоносном бассейне 6 млн тонн нефтяной жидкости и свыше 30,1 млрд кубометров природного газа. В 2022 году объем добычи нефти и природного газа на Таримском месторождении составил 33,1 млн тонн в нефтяном эквиваленте, что на 1,28 млн тонн больше, чем годом ранее.
Добыча в Аксу и Карамай находится на подъёме. Западно-Восточный газопровод, введённый в эксплуатацию в 2004 году, доставляет газ в Шанхай и другие города Восточного Китая. Нефтяной и нефтехимический сектор формируют 60 % местной экономики Синьцзяна. Крупнейшей нефтехимической компанией района является Xinjiang Zhongtai Group.

### Горнодобывающая промышленность
Синьцзян имеет большие залежи полезных ископаемых. С конца XIX века регион известен как центр производства соли, соды, золота, нефрита и угля. Кроме того, Синьцзян обеспечивает почти половину мировых поставок поликремния.
Синьцзян является четвертым по величине угледобывающим регионом в Китае. В 2022 году разведанные запасы угля составляли 450 млрд тонн, или одну четвертую часть от общего объема разведанных запасов угля в Китае; по этому показателю СУАР занимал второе место после Внутренней Монголии. В 2022 году в Синьцзяне было добыто 400 млн тонн рядового угля, что на 25 % больше, чем в предыдущем году. В другие регионы страны было отправлено в общей сложности 80 млн тонн угля, что почти вдвое больше, чем в 2021 году.

### Энергетика
В Синьцзяне постоянно растёт доля «зелёной энергетики»: по состоянию на конец 2021 года установленная мощность солнечных электростанций составляла 11,8 % от общей установленной мощности электростанций, а мощность ветровых электростанций составляла 22,6 %. Синьцзян является крупным экспортёром электроэнергии. Первая линия электропередачи была введена в эксплуатацию 3 ноября 2010 года. Ежегодная мощность передачи электроэнергии из Синьцзяна увеличилась с 3 млрд кВт·ч в 2010 году до более чем 100 млрд кВт·ч в 2020 году.
Компания State Grid Corporation of China поставляет электроэнергию, произведённую на солнечных и ветровых электростанциях Синьцзяна, в густонаселённые провинции Восточного Китая. За период с 2010 по 2019 год Синьцзян передал по четырем каналам в 19 провинций и городов Китая 300 млрд кВт-ч электроэнергии. В сентябре 2019 года были запущены новые линии ультравысокого напряжения протяженностью 3324 км (общий объём инвестиций в их строительство составил 40,7 млрд юаней или около 6 млрд долл.).
В 2020 году в Синьцзяне было произведено около 403 млрд кВт-ч электроэнергии, что на 11,8 % больше, чем в 2019 году. Выработка электричества на ТЭС составила 326 млрд кВт-ч (+ 14,2 % в годовом исчислении), на ветряных электростанциях — 42,3 млрд кВт-ч (+ 7,3 %), на ГЭС — 22,6 млрд кВт-ч (- 9,7 %), на солнечных электростанциях — 12,6 млрд кВт-ч (+ 14,3 %).
Помимо добычи нефти, компания Sinopec строит в пустыне Такла-Макан собственные солнечные электростанции.
В 2023 году в Синьцзяне было выработано 502,6 млрд кВт-ч электроэнергии; объем генерации электричества нетрадиционными электростанциями достиг 90,5 млрд кВт-ч. В апреле 2024 года установленная мощность электростанций Синьцзяна, работающих за счет новых источников энергии, превысила 70 млн кВт, что составило почти половину от общей установленной мощности электростанций региона; по состоянию на лето 2024 года их установленная мощность превысила 80 млн кВт.

### Пищевая промышленность
По состоянию на октябрь 2021 года ежедневный объём производства лепешек наан в Синьцзяне достиг 23,25 млн штук, в этой сфере было занято 113 тыс. человек, а ежедневные продажи составляли около 57,52 млн юаней (8,92 млн долл. США).

### Текстильная промышленность
В 2023 году объем экспорта текстиля и одежды из Синьцзяна достиг 107,6 млрд юаней (в том числе пряжи, тканей и сопутствующих товаров на сумму 16,99 млрд юаней, что на 74 % больше в годовом выражении). Экспорт одежды и аксессуаров составил 90,6 млрд юаней, увеличившись на 29,1 % в годовом исчислении.

### Сельское хозяйство
По состоянию на конец 2019 года площадь пахотных земель в Синьцзяне достигла 106 млн му (примерно 7 млн га), увеличившись на 28,7 млн му по сравнению с показателем 2009 года. Орошаемые земли составили 96 % от общей площади пахотных земель, засушливые земли — 3,15 %, а рисовые поля — 0,85 %. соответственно. Обрабатываемые земли Синьцзяна в основном используются для выращивания таких сельхозпродуктов, как зерно, хлопок, сахароносные культуры и овощи.
Синьцзян славится своими фруктами и другими товарами сельского хозяйства, в частности виноградом, дынями, грушами, хлопком, пшеницей, шёлком, грецкими орехами и овцами. В Синьцзяне собирают 85 % китайского и 20 % мирового производства хлопка. Для сбора хлопка используется принудительный труд сотен тысяч мусульман-уйгуров.
По состоянию на 2021 год в Синьцзяне было собрано свыше 5,1 млн тонн хлопка (около 90 % от общего объема производства хлопка в стране). Более 80 % хлопка было собрано с помощью машин. По состоянию на 2022 год посевная площадь хлопчатника в Синьцзяне составила около 2,5 млн га, в регионе насчитывалось более 6,3 тыс. единиц хлопкоуборочной техники. По итогам 2022 года в Синьцзяне было собрано более 5,39 млн тонн хлопка (90,2 % от общего объема производства хлопка в стране).
В Синьцзяне создана заготовительная система, охватывающая все районы выращивания фруктов, по состоянию на 2022 год мощность складов достигла 5 млн тонн, за пределами СУАР работали в общей сложности 5370 торговых точек. Также в Синьцзяне выращивают стевию, из листьев которой извлекают гликозиды; активно развивается цветоводство, особенно выращивание лаванды, роз и пионов.
В 2022 году площадь посева пшеницы в Синьцзяне составила более 17 млн му, а уровень механизации при сборе пшеницы достиг 98,78 %. В 2023 году в Синьцзяне было собрано более 20 млн тонн зерновых. По состоянию на 2023 год в Синьцзяне были построены зернохранилища общей вместимостью 14 млн тонн.
- Горнолыжный курорт
- Силос в Или
- Цементный завод
- Поля возле Урумчи
- Ветряная электростанция
- Добыча нефти в Карамае
- Добыча нефти в Чарклыке
- Торговый центр в Урумчи
- Базар в Урумчи
- Базар в Кашгаре
- Базар в Хотане
- Заправка PetroChina

### Туризм
В 2020 году, несмотря на ограничения, введённые в связи с эпидемией COVID-19, Синьцзян-Уйгурский автономный район посетило более 158 млн туристов (главным образом внутренних). За первые 10 месяцев 2021 года Синьцзян принял в общей сложности 170 млн туристов и получил доход от туризма в размере 129,44 млрд юаней (около 20,4 млрд долл. США). Доходы от туризма за указанный период выросли на 16,8 % по сравнению с аналогичным периодом прошлого года. В 2023 году Синьцзян посетило 265 млн туристов (+ 117 % в годовом исчислении); доходы от туризма выросли на 227 % и составили 296,72 млрд юаней (41,77 млрд долл. США); пассажиропоток аэропортов СУАР превысил отметку в 40 млн человеко-раз (+ 143,8 %). В 2024 году Синьцзян посетило более 300 млн туристов (+ 14 % в годовом исчислении); общий объём выручки от туризма достиг 355,2 млрд юаней (около 49 млрд долл. США, +21 %).
Основными туристическими достопримечательностями Синьцзяна являются Огненные горы, Памирские горы, в том числе гора Музтагата, Алтайские горы, озёра Тяньчи, Каракёль, Канас и Сайрам-Нур, пустыни Такла-Макан и Хами, заповедник Каламайли, мавзолей Аппака Ходжи, мавзолей Тоглук-Тимура, минарет Эмин и остатки древней водной системы в Турфане, мечеть Ид Ках в Кашгаре, кладбище Астана, буддистские пещеры Безеклик и Кизил, руины древних городов Гаочан, Цзяохэ, Миран и Нийя, заброшенные оазисы Дандан-Ойлык и Лоулань, статуя Большого Будды в Мидуне и Большой базар в Урумчи.

### Цифровой сектор
В 2021 году объем цифровой экономики Синьцзяна достиг 425,57 млрд юаней, увеличившись почти на 13 % в годовом исчислении. С 2016 по 2021 год масштабы цифровой экономики Синьцзяна увеличились с 204,868 млрд юаней до 425,57 млрд юаней при среднегодовом темпе роста 17,95 %. Доля цифровой экономики Синьцзяна в ВВП возросла с 21,3 % в 2016 году до 27,36 % в 2021 году.

### Телекоммуникации
По состоянию на август 2021 года в Синьцзяне было построено 10 490 базовых станций 5G.

### Розничная торговля
В 2023 году объем розничных онлайн-продаж в СУАР увеличился на 23,68 % до 64,09 млрд юаней (8,91 млрд долл. США). Розничные онлайн-продажи в сельских районах СУАР увеличились на 31,07 % в годовом исчислении до 33,88 млрд юаней. Розничные онлайн-продажи сельхозпродукции увеличились на 22,81 % в годовом исчислении, составив 19,32 млрд юаней. Продажи в рамках стриминга увеличились на 56,02 % и достигли 5,06 млрд юаней.

### Внешняя торговля
Крупнейшими внешнеторговыми партнёрами района являются Казахстан, Кыргызстан и Узбекистан, растёт доля Таджикистана, Афганистана, России, Южной Кореи, Японии, Вьетнама, Индонезии и Таиланда. Синьцзян экспортирует электромеханические изделия, аккумуляторы, солнечные батареи, электромобили, ткани, одежду и обувь, а импортирует преимущественно сырьё (хлопок, шерсть, природный газ, древесину), сельхозпродукцию и продовольствие (в том числе мясную, молочную и рыбную продукцию, свежие и сушеные фрукты, бахчевые, орехи, зерновые и бобовые). Около 1/5 внешней торговли Синьцзяна приходится на комплексные бондовые зоны в Кашгаре, Алашанькоу, Хоргосе и Урумчи.
По итогам первых шести месяцев 2021 года объём внешней торговли Синьцзян-Уйгурского автономного района увеличился на 19,1 % по сравнению с аналогичным периодом прошлого года и достиг 65,87 млрд юаней (около 10,19 млрд долл. США).
8 декабря 2021 года Палата представителей США приняла законопроект об ограничении импорта товаров из Синьцзян-Уйгурского автономного округа. Согласно документу, в Соединенные Штаты можно будет ввозить только те синьцзянские товары, которые не произведены с использованием принудительного труда. Несмотря на ограничения со стороны США и стран Евросоюза, в 2021 году выросла внешняя торговля Синьцзяна со странами вдоль Пояса и пути, особенно с Кыргызстаном и Вьетнамом.
По итогам первой половины 2023 года объем внешней торговли Синьцзян-Уйгурского автономного района достиг 149,62 млрд юаней (20,9 млрд долл. США), увеличившись на 65,2 % в годовом исчислении. Объем торговли района с пятью государствами Центральной Азии вырос на 75,1 % до 119,66 млрд юаней. Экспорт из Синьцзяна электромобилей увеличился на 363,3 %, а солнечных батарей вырос 55,9 раза.
В ноябре 2023 года официально начала свою работу Синьцзянская пилотная зона свободной торговли общей площадью почти 180 кв. км (три участка ЗСТ расположены в Урумчи, Хоргосе и Кашгаре).
В 2023 году общий объем внешней торговли Синьцзяна достиг 357,33 млрд юаней (50,33 млрд долл. США), увеличившись на 45,9 % в годовом исчислении. Товарооборот СУАР с пятью странами Центральной Азии вырос на 50 % в годовом выражении, составив 79,4 % от общего объема внешней торговли СУАР; объем торговли СУАР с Казахстаном, Кыргызстаном и Таджикистаном вырос на 70,8 %, 25,8 % и 93,4 % соответственно. Объем импорта и экспорта частных предприятий вырос на 48,4 % и составил 93,2 % от общего объема внешней торговли СУАР.
По итогам 2024 года внешний товарооборот Синьцзян-Уйгурского автономного района достиг 435,11 млрд юаней, что на 21,8 % больше, чем годом ранее.

### Занятость и благосостояние
Власти Китая широко используют в Синьцзяне принудительный труд. С 2016 года началось массовое строительство лагерей для перевоспитания мусульман, с 2018 года правительство начало внедрять программу индустриализации, которая включала создание сотен текстильных и швейных фабрик. Многие предприятия возникли или на территории лагерей, или рядом с ними.
Если в 2014 году бедняки составляли почти 20 % населения Синьцзяна, то в 2020 году их доля сократилась до менее чем 1 %.

## Транспорт
По итогам 2023 года объем грузоперевозок через пограничные переходы Синьцзяна вырос на 8,6 % по сравнению с 2022 годом и составил 74,7 млн тонн. К концу 2023 года общая протяженность автомобильных дорог в Синьцзяне достигла 227,9 тыс. км, эксплуатационная длина железнодорожных путей составила 9,53 тыс. км, а количество гражданских аэропортов достигло 25.

### Железнодорожный
Основными грузами, которые перевозят по железным дорогам Синьцзяна, являются уголь, удобрения, металлическая руда, хлопок, томатная паста, сахар и мука.
Синьцзян является важным перевалочным узлом на грузовом железнодорожном маршруте Восточный Китай — Центральная Азия — Европа. Ежегодно тысячи грузовых составов пересекают границу в КПП Алашанькоу и Хоргос.
В 2022 году через КПП Алашанькоу и Хоргос прошло 13 300 грузовых поездов, следовавших по маршрутам международных ж/д грузоперевозок Китай — Европа, что на 8,7 % больше по сравнению с 2021 годом. Среди них количество поездов, отправившихся из Синьцзяна, выросло на 21,5 % в годовом исчислении до 1 440 единиц.

### Автомобильный
По состоянию на 2022 год общая протяженность автодорог в Синьцзяне достигла 217,3 тыс. км; в том числе протяженность автодорог государственного или провинциального значения составляет 36,7 тыс. км, а скоростных автомагистралей — более 10 тыс. км. Все округа, области и окружные города Синьцзяна соединены скоростными автомагистралями, а 107 уездов и уездных городов — автодорогами второй категорий и выше.
В пустынных областях Синьцзяна ведётся масштабное автомобильное строительство. Дороги окружены лесозащитными полосами, которые орошаются с помощью солнечных электростанций.

### Авиационный
По состоянию на 2023 год в Синьцзяне насчитывалось 25 действующих гражданских аэропортов и строилось ещё восемь. Все гражданские аэропорты находились под управлением государственной компании Xinjiang Airport Group. Крупнейший в регионе международный аэропорт Урумчи-Дивопу связан регулярными рейсами с 23 пунктами назначения в 19 странах мира (в первом полугодии 2023 года он обслужил более 10 млн пассажиров). Кроме того, Урумчи связан пятью регулярными грузовыми авиамаршрутами с аэропортами Центральной и Западной Азии. По состоянию на сентябрь 2023 года в Синьцзяне работали 42 авиакомпании, которые обслуживали 420 маршрутов (среди крупнейших — China Southern Airlines и Tianjin Airlines).

## Культура
Важнейшими историческими музеями Синьцзяна являются Музей Синьцзян-Уйгурского автономного района в Урумчи, Турфанский музей в Турфане и Музей Хотанской культуры в Хотане.

## Образование
В регионе расположены Синьцзянский университет и Университет Шихэцзы.

## Наука
Ведущими научно-исследовательскими учреждениями Синьцзяна являются университет Шихэцзы (Шихэцзы), Медицинский университет Синьцзяна (Урумчи), Синьцзянская астрономическая обсерватория Китайской академии наук (Урумчи), Синьцзянский технический институт физики и химии Китайской академии наук (Урумчи).

## Медиа
Крупнейшая газета Синьцзяна — орган Коммунистической партии Китая «Синьцзян жибао», издающаяся на китайском, уйгурском, казахском и монгольском языках. Также в районе выходят газета «Чапчал серкин» и журнал «Кёрши».

## Спорт
В Урумчи расположен Спортивный центр Синьцзяна — крупнейший стадион автономного района.